# 3 grosze (1835–1841)
3 grosze (1835–1841) – moneta trzygroszowa Królestwa Kongresowego okresu po powstaniu listopadowym, wprowadzona do obiegu jako następczyni monety 3 grosze polskie (1819–1835), po zatwierdzeniu 18 maja 1835 r. przez cara Mikołaja I zmodyfikowanych rysunków monet miedzianych i bilonowych dla Królestwa Polskiego. Była bita na podstawie ukazu cara Aleksandra I z 1 grudnia 1815 r., w miedzi, w latach 1835–1849, z datą na monecie 1835–1841, według systemu monetarnego opartego na grzywnie kolońskiej. Wycofano ją z obiegu w lutym 1851 r.

## Awers
Na tej stronie umieszczono orła cesarstwa rosyjskiego – dwugłowy orzeł z trzema koronami, w prawej łapie trzyma miecz i berło, w lewej jabłko królewskie, na piersi tarcza herbowa ze Św. Jerzym na koniu powalającym smoka, wokół tarczy łańcuch z krzyżem Św. Andrzeja, na skrzydłach orła sześć tarcz z herbami – z lewej strony Kazania, Astrachania, Syberii, z prawej strony Królestwa Polskiego, Krymu i Wielkiego Księstwa Finlandii. Na dole, po obu stronach ogona orła, znajduje się znak mennicy w Warszawie – litery M W. W roczniku 1840 istnieją monety z błędnym znakiem mennicy W W.

## Rewers
Na tej stronie w wieńcu umieszczono nominał 3, poniżej napis „GROSZE”, a pod nim rok bicia: 1835, 1836, 1837, 1838, 1839, 1840 lub 1841.

## Opis
Monetę bito w mennicy w Warszawie, w miedzi, na krążku o średnicy 25 mm, masie 8,57 grama, z rantem ząbkowanym. Według sprawozdań mennicy w latach 1835–1849 w obieg wypuszczono 5 464 771 sztuk monet. Dokładne podanie nakładu jest jednak niemożliwe, ponieważ w 1835 roku monetę bito razem z 3 grosze polskie (1819–1835), a mennica w swoich sprawozdaniach raportowała jedynie liczbę wprowadzanych do obiegu monet konkretnego nominału, bez podawania typu.
Stopień rzadkości poszczególnych roczników i typów monet przedstawiono w tabeli:
| Rocznik       | Znak mennicy | Stopień rzadkości | Szacowana liczba egzemplarzy | Uwagi | Liczba odmian | Liczba odmiana z wariantami | Zdjęcie |
| ------------- | ------------ | ----------------- | ---------------------------- | --- | ------------- | --------------------------- | ------- |
| 3 grosze 1835 | M W          | R2                | 3001–15 000                  | bito również monety 3 grosze polskie (1819–1835) |               |                             |         |
| 3 grosze 1836 | M W          | R1                | 15 001–80 000                | |               |                             |         |
| 3 grosze 1837 | M W          | R1                | 15 001–80 000                | litera G występuje z szeryfem lub bez | 1             | 2                           |         |
| 3 grosze 1838 | M W          | R1                | 15 001–80 000                | |               |                             |         |
| 3 grosze 1839 | M W          | R                 | 80 001–400 000               | odmiany różnią się: ogonem szerokim lub wachlarzowatym (R1), układem jagód na rewersie starym lub nowym                                                                         | 3             | 3                           |         |
| 3 grosze 1840 | M W          |                   | ponad 400 000                | istnieją odmiany ze starym i nowym układem jagód na rewersie, literą G z szeryfem lub bez, cyfrą 3 grubszą lub cieńszą; istnieją również odmiany z dodatkową kropką na rewersie | 4             | 7                           |         |
| 3 grosze 1840 | W W          | R4                | 121–600                      | pierwsza litera W wygląda jak odwrócone M, a nie jak drugie W |               |                             |         |
| 3 grosze 1841 | M W          | R2                | 3001–15 000                  | |               |                             |         |

W przypadku trzygroszówki odmiany z dodatkowymi kropkami na rewersie występują dla rocznika 1840. W tabeli poniżej zebrano rozpoznane odmiany kropkowe:
|               | Dodatkowa kropka    | Stopień rzadkości | Szacowana liczba egzemplarzy |
| ------------- | ------------------- | ----------------- | ---------------------------- |
| 3 grosze 1840 | kropka po roku 1840 | [ 16 ]            | ponad 400 000                |
| 3 grosze 1840 | kropka po GROSZE    | [ 17 ]            | ponad 400 000                |

Moneta była bita w latach panowania Mikołaja I, więc w numizmatyce rosyjskiej zaliczana jest do kategorii monet tego cara.

## Nowe bicie
Dla wszystkich roczników, poza 1835, istnieją monety nowego bicia z 1857 r. z mennicy w Warszawie.